# Nowomyrhorod
Nowomyrhorod (ukr. Новомиргород) – miasto na Ukrainie, w obwodzie kirowohradzkim, w rejonie nowoukraińskim. W 2024 roku liczyło ok. 12 tys. mieszkańców.

## Historia
Miejscowość powstała w 1740 roku na miejscu zimownika Tresiahy, tj. niedużego osiedla Kozaków zaporoskich, w którym spędzano zimę. Pierwszymi osadnikami byli chłopi i Kozacy z pułku myrhorodzkiego, od którego nazwę wzięła nowo utworzona osada.
W latach 50. XVIII wieku Nowomyrhorod stał się głównym ośrodkiem nowo utworzonej prowincji Nowej Serbii zasiedlanej przez imigrantów z pogranicza turecko-austriackiego, głównie Serbów.
W miejscowości rozmieszczony był sztab pułku huzarskiego Jovana Horvata. W 1753 roku wzniesiony został szaniec. W 1764 roku zniesiono Nową Serbię oraz Nowosłobodzki Pułk Kozacki, a ich ziemie włączono do guberni noworosyjskiej. W 1773 roku Nowomyrhorod otrzymał prawa miejskie. W 1784 roku miejscowość była siedzibą ujezdu nowomyrhorodzkiego w namiestnictwie jekaterynosławskim, a od 1795 roku namiestnictwie wozniesieńskim. Po likwidacji namiestnictwa wozniesieńskiego w 1796 roku ujezd nowomyrhorodzki zlikwidowano, a miasto weszło w skład guberni noworosyjskiej. W 1802 roku Nowomyrhorod znalazł się w granicach guberni mikołajowskiej, przemianowanej w 1803 roku na chersońską. W owym czasie miasto liczyło prawie 3,5 tys. mieszkańców i mieściły się w nim ok. 700 domostw, gorzelnia, browar oraz cegielnia. W 1799 roku do Nowomyrhorodu przeniesiono seminarium duchowne z Połtawy i utworzona została prawosławna eparchia, która istniała do 1804 roku. W 1820 roku miasto przeszło pod zarząd osiedli wojskowych, co wiązało się z tym, że do początku XX wieku stacjonowały w nim jednostki wojskowe. W miejscowości znajdowały się kierownictwa okręgów V-VIII Noworosyjskiego Osiedla Wojskowego oraz administracja okręgu VII. W tym czasie rozpoczęła się aktywna przebudowa miasta dla celów wojska – powstały budynki sztabowe, maneże, składy broni oraz stajnie. W 1846 roku na 3,7 tys. mieszkańców 3,3 tys. stanowili osadnicy wojskowi. W 1860 roku powołana została rada miejska, która zarządzała miastem po likwidacji osiedli wojskowych.
W 1923 roku Nowomyrhorod został ustanowiony siedzibą administracyjną okręgu jelizawetragdzkiego (od 1924 roku – zinowjewskiego), a w 1930 roku – rejonu nowomyrhorodzkiego. Od 1939 roku miasto wchodzi w skład obwodu kirowohradzkiego.
W czasie II wojny światowej miejscowość była okupowana przez wojska niemieckie od 1 sierpnia 1941 roku do 11 marca 1944 roku. W 1959 roku do Myrhorodu przyłączono miasto Złatopil (do 1787 roku zwane Hulajpołem) oraz wsie Wynohradiwka i Kateryniwka i uzyskał on status miasta o znaczeniu rejonowym. W 2020 roku zlikwidowano rejon nowomyrhorodzki i miasto weszło w skład rejonu nowoukraińskiego.